# 刺通草
刺通草（学名：Trevesia palmata）是五加科刺通草属的植物。分布于老挝、柬埔寨、尼泊尔、孟加拉、印度、锡金、越南以及中国大陆的贵州、云南、广西等地，生长于海拔1,300米至1,900米的地区，多生在森林中，目前尚未由人工引种栽培。

## 别名
梲树（中国树木分类学）、广叶葠（中国种子植物科属辞典）、脱萝（广西土名）

## 变种
- Trevesia palmata (Roxb.) Vis. var. costata H. L. Li